# Bischheim (Mont Tonnerre)
Pour la commune française, voir Bischheim.
Bischheim est une municipalité allemande située dans le land de Rhénanie-Palatinat et l'arrondissement du Mont-Tonnerre.